# Acaena macrocephala
Acaena macrocephala är en rosväxtart som beskrevs av Eduard Friedrich Poeppig. Acaena macrocephala ingår i släktet taggpimpineller, och familjen rosväxter. Utöver nominatformen finns också underarten A. m. intermedia.